# Ptenidium
Genre
Ptenidium est un genre de coléoptères de la famille des Ptiliidae.

## Liste des sous-genres et espèces
Selon BioLib (3 mars 2021) :
- sous-genre Ptenidium (Gillmeisterium)
  - Ptenidium nitidum (Heer, 1841)
- sous-genre Ptenidium (Gressnerium) Ganglbauer, 1899
  - Ptenidium gressneri Erichson, 1845
- sous-genre Ptenidium (Matthewsium) Flach, 1889
  - Ptenidium laevigatum Erichson, 1845
  - Ptenidium turgidum C.G. Thomson, 1855
- sous-genre Ptenidium (Ptenidium) Erichson, 1845
  - Ptenidium formicetorum Kraatz, 1851
  - Ptenidium fuscicorne Erichson, 1845
  - Ptenidium longicorne Fuss, 1868
  - Ptenidium pusillum (Gyllenhal, 1808)
- sous-genre Ptenidium (Wankowiczium) Flach, 1889
  - Ptenidium intermedium Wankowicz, 1869
- Ptenidium brenskei Flach, 1887
- Ptenidium coecum Joseph, 1882
- Ptenidium heydeni Flach, 1887
- Ptenidium hughesae Deane, 1931
- Ptenidium insulare Flach, 1889
- Ptenidium laevipenne Abeille, 1904
- Ptenidium matthewsi Flach, 1889
- Ptenidium montanum Deane, 1932
- Ptenidium otfordensis Deane, 1931
- Ptenidium penzigi Flach, 1889
- Ptenidium ponteleccianum Strassen, 1955
- Ptenidium punctatum (Gyllenhal, 1827)
- Ptenidium reitteri Flach, 1887
- Ptenidium sahlbergi Ericson, 1903
- Ptenidium tenebricosum Deane, 1932